# Эльга (порт)
Э́льга — морской порт в районе мыса Манорский, в 50 км от посёлка Чумикан Тугуро-Чумиканского района Хабаровского края.
Морской порт «Эльга» находится в стадии строительства. Предполагается создание угольного морского терминала «Порт Эльга» по перевалке каменного угля на экспорт. Собственник — компания ООО "УК «ЭЛСИ» (входит в группу «А-Проперти» Альберта Авдоляна). Конечная станция строящейся железной дороги необщего пользования «Тихоокеанская железная дорога» (Эльгинское угольное месторождение — порт Эльга) протяжённостью 531 км, а с учетом разъездов и станций — 626 км. Расположен на северо-западном берегу Удской губы Охотского моря в Хабаровском крае.

## История проекта
Впервые о проекте Тихоокеанской железной дороги было объявлено в августе 2021 года в ходе обсуждения в Правительстве России вопросов ускорения модернизации БАМа. В связи с перегруженностью Байкало-Амурской магистрали и быстрым ростом экспортных поставок угля из эльгинского месторождения компания «Эльгауголь» предложила построить новую железнодорожную магистраль своими силами для собственных экспортных угольных поставок. Возможности добычи и переработки угля «Эльгауголь» превышают возможности вывоза угля с месторождения. Проведённая модернизация существующей железнодорожной линии Улак-Эльга заключавшаяся, в том числе и в строительстве и централизации разъездов по пути следования увеличило пропускную способность железной дороги с 4 до 30 млн тонн грузов в год. Это удовлетворяет текущие объёмы вывоза угля с месторождения, но не даёт возможности наращивать добычу и переработку угля на перспективу. Это вызывало потребность в строительстве новой отдельной железной дороги к ближайшему морскому побережью со строительство там нового угольного терминала.
Первый 4 — секционный локомотив прибыл с Эльги на станцию Верхний Улак в феврале. В составе поезда 85 вагонов, вес — 8500 т.
Проект новой железной дороги, получивший название «Тихоокеанская железная дорога», имел несколько предполагаемых вариантов маршрута — как по исходной точке железной дороги, так и по финальной точке дороги, то есть местом размещения порта на Охотском море. Первоначально рассматривались варианты постройки железной дороги от станции Эльга у Эльгинского месторождения к посёлку Чумикан и от бамовской станции Верхнезейск до посёлка Чумикан на побережье Охотского моря. Однако более детальное исследования предстоящего маршрута и условий навигации в порту привело к выбору нынешнего маршрута Тихоокеанской железной дороги — от станции Эльга на Эльгинском месторождении угля до проектируемого порта Эльга в Хабаровском крае на мысе Манорский на северо-западном берегу Удской губы Охотского моря.
Часть специалистов считала этот проект практически нереальным из сложностей горно-таёжных условий предполагаемой трассы, отсутствия у компании опыта железнодорожного строительства, необходимости огромных капиталовложений в короткий срок и проблем функционирования будущего порта в Чумикане, расположенного в Удской губе со сложными условиями навигации в зимний период. Из-за экстремальных условий навигации в посёлке Чумикан (забитость этого места залива плавающим льдом в течение 10, а то и 12 месяцев в году, мелководье и очень высокие приливы и отливы, при которых кромка воды на мелководье отступает далеко в море) конечный пункт проекта железной дороги был перенесён на 30 км севернее — на мыс Манорский, где имеются бо́льшие глубины и чуть более лучшие условия навигации. Это привело и к изменению протяжённости проектируемой железной дороги с 492 км до 531 км. Однако исследование проекта показало возможность строительства железной дороги и порта по этому маршруту. Первоначальны сроки строительства в 2021 году оценивались в 5 лет, однако позднее они сократились до конца 2024 года.
При формировании Стратегии развития железнодорожного транспорта до 2030 года, властями Хабаровского края в 2000-х годах предлагалось построить однопутную железную дорогу от бамовской станции Постышево — посёлок Тугур. Специалисты института «Дальгипротранс» также прорабатывали возможность дальнейшего продления этой дороги от поселка Тугур вдоль побережья Охотского моря через Чумикан, Аян и Охотск до Магадана. «Предпроектные наработки показали, что строительство линии Постышево — Магадан технически достижимо. Рельеф в целом несложный, серьезных речных преград нет. Единственное, трасса от Тугура до Чумикана проходит через перевалы, поэтому не исключено строительство тоннеля».

## Параметры порта
Мощность порта 50 млн тонн угля в год. 5 причалов — 4 грузовых причала и 1 причал для портовых судов. Одновременная загрузка до 4 судов — 2 причала для приема судов дедвейтом до 55 тыс. тонн (глубина у причалов 16 метров) и 2 причала для приема судов дедвейтом в 80 тыс. тонн (глубина у причалов 20 метров). Железнодорожная станция с восемью путями. Предусматривается возможность по загрузке и разгрузке судов и железнодорожных вагонов с устройством пятикилометровой конвейерной линии между ними, а также склада для хранения угля в портовой зоне. Площадь порта 44,5 га, емкость угольных складов 344 тыс. тонн. Стивидор будет принимать полувагоны различных моделей, в том числе инновационного типа. Количество персонала — 2,5 тысячи человек.
Реализация проекта позволит вдвое сократить маршрут транспортировки угля с Эльгинского месторождения в Якутии в Хабаровский край, а также разгрузить Байкало-Амурскую и Транссибирскую магистрали. 25 декабря 2024 года в Китае были переданы заказчику буксиры ледового класса Arc4 проекта DJHC9050/9051/9052 «Хабаровск», «Манорский» и «Шантары». Эти буксиры арктического класса имеют следующие параметры: длина – 30,17 м; ширина — 10,43 м; осадка — 3,60 м; мощность ГД – 2x2032 кВт; водоизмещение – 612 т. Всего порту понадобится около 4-5 буксиров.
Руководство Хабаровского края говорит о возможности превращения угольного порта в более универсальный, в частности предполагается отгрузка чугуна. Однако железнодорожные пути не подходят к морским причалам. Между станцией разгрузки и причальными сооружениями предусмотрен конвейер протяжённостью около 5 км километров для доставки и загрузки углём морских судов. Установка портальных кранов на специализированном угольном терминале существующем проектом не предполагается.

## Посёлок при порте
При порте строится вахтовый посёлок Манорск на 2000 человек. Предполагается строительство железнодорожного депо и ТЭЦ. Имеется сеть 4G Мегафон. Передачу сигнала обеспечивают три базовые станции Мегафон. Радиус покрытия голосовой связи составляет около 20 км.

## Строительство
Ввод в строй инфраструктуры порта пройдет в несколько этапов. На первом этапе, в 2024 году, терминал сможет переваливать 5 млн т угля в год, в дальнейшем порт будет выходить на отгрузку в 12 млн, 20 млн и наконец 30 млн т. в 2025 году. По другим данным, ввод объектов капитального строительства 1-го этапа планируется во втором квартале 2025 года, 2-го этапа — в первом квартале 2028 года. По состоянию на конец 2022 года произведена насыпка и планировка технологической площадки в прибрежной акватории Охотского моря. Со стороны порта построено 25 км. Тихоокеанской железной дороги. На линию поставлен технологический подвижной состав. Создан вахтовый посёлок строителей Манорск, завезена строительная техника, ведётся строительство подходящей к порту железной дороги «Эльгинское угольное месторождение — порт Эльга». Предполагается, что угольный морской терминал «Порт Эльга» примет первый балкер в ноябре 2024 года. Предполагаемая сумма инвестиций в проект 146,6 млрд рублей. По состоянию на май 2023 года на строительстве порта занято 3 тыс. человек.
5 ноября 2024 года было объявлено о прибытии на припортовую станцию выгрузки порта Эльга первого сквозного грузового состава из 20 полувагонов с углём под тягой тепловоза ТЭМ-14-0197 и 2 пасс. вагона сопровождения.
15 ноября 2024 года порт Эльга впервые принял первое балкерное судно под загрузку угля. К причалу № 1 морского терминала Эльга пришвартовался балкер «Омолон».
22 апреля 2025 года компания "Эльга" объявила о начале строительства второго пути Тихоокеанской железной дороги. Это позволит увеличить провозную способность магистрали до 50 млн тонн угля в год с Эльгинского месторождения. 

## Навигация
Из-за особенностей морских течений и розы ветров эта часть Охотского моря в зимне-весенний период на долгое время забивается плавающим льдом. Даже у более северных районов Хабаровского края — Аяно-Майском и Охотском, навигация начинается гораздо раньше — в апреле-мае. Навигация в акватории Удской губы Охотского моря в районе мыса Манорский без ледокольного сопровождения начинается только в конце июня — начале июля и продолжается два-три месяца. Вся юго-западная часть Охотского моря не менее 4 месяцев в году покрыта тяжелым однолетним льдом сплоченностью от 7 до 9 баллов, кромка льда зачастую находится в нескольких сотнях миль от мыса Манорский. Для работы в таких условиях необходимо не только ледокольное обеспечение, но и балкеры, имеющие ледовый класс. Поэтому в числе самых ранних проектов маршрута представителями ДВЖД рассматривался вариант строительства новой железной дороги от Эльгинского месторождения к порту Аян, что удлиняло протяжённость дороги на дополнительные 150 км. В 2023 году ледокольная проводка судов началась с 26 декабря 2023 года. Согласно требования предъявляемым к периоду ледокольной проводки не допускаются к плаванию во льдах буксирно-баржевые составы; суда, не имеющие ледовых усилений, допускаются к плаванию во льдах только под проводкой ледокола; к самостоятельно плаванию во льдах допускаются суда класса Ice1 и выше.
Арктический и антарктический научно-исследовательский институт (Санкт-Петербург) разработал оптимальные маршруты плавания от порта Эльга вдоль сахалинского побережья в южном направлении для тяжелых, средних и легких типов ледовых условий. Данная разработка позволит осваивать для судоходства новые акватории, планировать количество и типы судов для летней и зимней навигации, экономить топливо при движении во льдах
Ещё одной особенностью навигации в акватории Удской губы Охотского моря являются очень сильные приливы-отливы (до 8 метров). В южной части Удской губы (в районе Чумикана), наличие обширных мелей, приводит к тому, что при отливах кромка воды отступает от берега на 5 км. В районе же порта Эльга глубины около берега повышаются быстро, что и послужило причиной выбора данного участка берега для строительства порта.